# Портрет Бернгарда фон Різена
«Портрет Бернгарда фон Різена» — портрет майстра німецького ренесансу Альбрехта Дюрера. На портреті на червоному тлі зображений чоловік у береті, сорочці та чорному одязі, який тримає невеликий аркуш паперу. Олійне панно датується 1521 роком і зберігається в колекції Галереї старих майстрів у місті Дрезден, Німеччина.

## Фон і деталі
Картину написав Альбрехт Дюрер під час поїздки художника в Нижні країни в період 1520—1521 років. 16 березня 1521 Дюрер написав у своєму щоденнику, що він зобразив в Антверпені людину на ім'я Бернгард фон Різен, за що йому заплатили вісім флоринів і подарували кілька невеликих подарунків для його дружини та служниці.
Людину показано на портреті у три чверті профілю на червоному тлі. Вона зображена в чорному одязі й білій сорочці. Її руки, які, згідно з традиціями фламандського живопису, вирізано на нижній межі, тримають невеликий листок паперу. Портрет Дюрера змішує риси венеціанських традицій та риси голландського традиційного портретного живопису. А її світле обличчя зображено широким планом і підкреслено великим беретом. Воно пом'якшене завдяки делікатному малюванню художника. У композиції переважають діагональні лінії, які надають портрету інтенсивнішу якість.
Бернгард фон Різен зображений як могутній і впевнений у собі чоловік, але його повернений вліво погляд одночасно надає його позі споглядальну якість.

## Ідентифікація
Хто зображений на портреті було визначено на підставі листа, намальованого в руках чоловіка, і запису в щоденнику Дюрера. Хоча лист важко розібрати через його невеликий розмір — було встановлено, що цю людину слід ототожнювати з Бернгардом фон Різеном. Фон Різен був успішним торговцем з Гданська, який в той час жив в Антверпені. Коли малювався портрет, йому було близько тридцяти років.
Але існувала також інша версія щодо того, хто зображений на картині — на думку деяких науковців, людину на портреті слід ідентифікувати як фламандського художника Бернарда ван Орлея, якого Дюрер зустрів під час свого перебування в Брюсселі. Цю думку спростувала 1972 року доктор Ерна Бранд, експертиза якої показала, що людина на малюнку насправді є Бернгардом фон Різеном.